# انتهاك براءة الاختراع
انتهاك براءة الاختراع (بالإنجليزية: Patent infringement)‏ أو التعدي على براءة الاختراع هو ارتكاب فعل محظور فيما يتعلق باختراع محمي ببراءة دون إذن من صاحب البراءة. عادة ما يتم منح الإذن في شكل ترخيص. قد يختلف تعريف التعدي على براءات الاختراع باختلاف الولاية القضائية، ولكنه يتضمن عادةً استخدام أو بيع الاختراع المحمي ببراءة. في العديد من البلدان، يشترط أن يكون الاستخدام تجاريًا (أو لغرض تجاري) لتشكيل قضية انتهاك براءات الاختراع.
يتم تحديد نطاق الاختراع المحمي ببراءة أو مدى حمايتة. في مطالبات البراءة الممنوحة.  بمعنى آخر، تُعلم شروط المطالبات للجمهور بما لا يُسمح به دون إذن صاحب البراءة.
والتعدي ممكن في حالة ان يكون البلد تسري فيه البراءات الإقليمية. فتكون البراءة فيه محلية فقط على سبيل المثال، إذا تم منح براءة الاختراع في الولايات المتحدة، فيحظر على أي شخص في الولايات المتحدة صنع أو استخدام أو بيع أو استيراد العنصر المحمي ببراءة اختراع، في حين أن الأشخاص في البلدان الأخرى قد يكون لهم الحرية في استغلال الاختراع المحمي ببراءة في بلدهم. قد يختلف نطاق الحماية من بلد إلى آخر.

## تأمين انتهاك براءات الاختراع
تأمين التعدي على براءات الاختراع هو بوليصة تأمين تقدمها واحدة أو أكثر من شركات التأمين لحماية المخترع أو طرف ثالث من مخاطر التعدي عن غير قصد على براءة اختراعه.

## القرصنة
تصيد براءات الاختراع منذ أربعينيات القرن التاسع عشر، تم استخدام تعبير «قرصان براءات الاختراع» كمصطلح ازدرائي لوصف أولئك الذين ينتهكون براءة الاختراع ويرفضون الاعتراف بأولوية المخترع.